# Хроника блокады Ленинграда
В этой статье описывается хронология событий периода блокады Ленинграда войсками вермахта во время Великой Отечественной войны
Блокада Ленинграда продолжалась с 8 сентября 1941 года по 27 января 1944 года (блокадное кольцо было прорвано 18 января 1943 года) — 872 дня.
В сентябре 1941 года в окружённом городе оказалось 2 млн 887 тыс. жителей. В ходе эвакуации 1941—1943 годов из Ленинграда вывезено до 1 миллиона человек. Во время блокады Ленинграда в городе и его окрестностях было уничтожено 3 200 жилых зданий, 9000 деревянных домов, 840 фабрик и заводов. По приблизительным подсчётам, погибло от голода и обстрелов от 800 тысяч до 1,5 миллионов человек.

## 1941
- апрель: Согласно плану «Барбаросса» и плану «Ост» Гитлер собирается оккупировать и затем уничтожить город Ленинград[2]
- 22 июня: Страны нацистского блока начали вторжение в Советский Союз (согласно плану «Барбаросса»).
- 23 июня: Командующий Ленинградским военным округом генерал-лейтенант М. М. Попов отправляет своего заместителя провести рекогносцировку местности южнее Ленинграда для сооружения дополнительного рубежа обороны на псковском направлении в районе Луги.[3][4]
- 25 июня: Авиация Ленинградского военного округа начала широкомасштабные воздушные налёты на города Средней и Южной Финляндии, в том числе Хельсинки и Турку с ощутимыми потерями. В этот день было сбито 26 бомбардировщиков. Правительство Финляндии имело намерение в этот день заявить о своём нейтралитете, но полученные известия заставили парламент признать, что страна вынуждена начать оборонительную войну. Однако войска получили приказ не переходить государственную границу до 28 июня. 
 Маннергейм заявил президенту страны, что он принял на себя обязанности главнокомандующего при условии, что он ни в коем случае не будет вести наступление на Ленинград[5]. При этом он исходил из того, что главным аргументом агрессии Советского Союза в предыдущей войне была угроза Ленинграду со стороны Финляндии. И он категорически не имел намерения дать повод для доказательства справедливости этого аргумента.
 Поэтому он повёл успешные наступательные действия на севере Ладоги. Эта война получила в финляндской историографии название «Война-продолжение». Конечными рубежами согласно изданной им директиве должны были стать река Свирь, а на Карельском перешейке-согласованная с Лениным прежняя граница Финляндии[5].
- 29 июня: Одновременно с сооружением Лужского рубежа обороны[6] началась эвакуация женщин и детей.

- июнь-июль: В поисках спасения от наступающих немецких войск в Ленинград прибыло более 300 тыс. беженцев из-под Пскова и Новгорода. 7-я, 8-я, 14-я и 23-я армии, а также Луганская и Кингисеппская оперативные группы Северного фронта приготовились к обороне линии фронта под Ленинградом. Балтийский флот контролирует морские коммуникации. С обеих сторон в предстоящую битву вовлечены до 2-х миллионов солдат и офицеров, включая резервистов и добровольцев.
- 19-23 июля: Первая атака на Ленинград группы армий «Север» остановлена в 100 км южнее города.
- 27 июля: Гитлер наносит визит в группу армий «Север». Он приказывает командующему Вильгельму фон Леебу взять Ленинград к декабрю[2].
- 31 июля: Финны атакуют советскую 23-ю армию на Карельском перешейке, оттесняя советские войска на предвоенную советско-финскую границу.

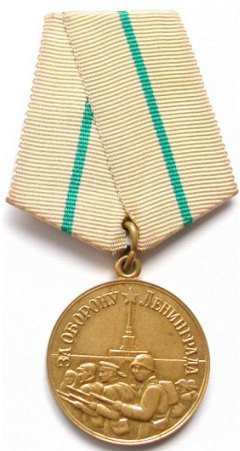
1 496 000 советских солдат и офицеров были награждены медалью «За оборону Ленинграда» с 22 декабря 1942.

- 19 августа: командир КВ-1 З. Г. Колобанов в бою под Войсковицами уничтожает немецкую танковую колонну и входит в историю как один из самых успешных советских танковых асов Второй мировой войны.
- 21 августа: директива Гитлера № 34 предписывает «Окружение Ленинграда совместно с финнами.»[7]
- 20-27 августа: Эвакуация гражданского населения остановлена, так как заблокированы железные дороги и другие выходы из Ленинграда.[8]
- 28 августа: Со слов Маннергейма, он отказал Кейтелю в его просьбе перейти Свирь с целью соединиться с немцами у Тихвина. Маннергейм заявил, что форсирование Свири не в интересах Финляндии, а прибывшему в ставку президенту республики ещё раз напомнил о своём решении в отношении судьбы города. Президент согласился, и это решение финской стороны об отказе от Ленинградского направления было ещё раз подтверждено 31 августа[5].
- 4 сентября: Начальнику Штаба оперативного руководства Верховного командования вермахта Альфреду Йоделю, прибывшему в ставку, не удалось переубедить Маннергейма изменить свою принципиальную позицию:  отказаться от поддержки немецкого наступления на Ленинград.
- 4 сентября — 8 сентября: Артиллерийские обстрелы начинают разрушать промышленные районы, школы, госпитали и жилые дома Ленинграда.[9][10]
- 6 сентября: Гитлер издаёт директиву, предписывающую передать часть войск, в том числе большинство механизированных соединений, в распоряжение войсковой группировки, ведущей наступление на Москву[11].
- 2-9 сентября: Финские войска захватывают Белоостровский и Кириясальский районы[10][12]
- 8 сентября: Кольцо окружения вокруг Ленинграда замкнулось, когда немецкие войска достигли берегов Ладожского озера[2][13].
- 11 сентября: Сталин назначает Г. К. Жукова вместо К. Е. Ворошилова командующим Ленинградским фронтом после окончания Ельнинской операции (Приказ от 11 сентября).
- 12 сентября: Самый большой продовольственный склад в Ленинграде — Бадаевский уничтожен пожаром. Другая версия, что это произошло в результате немецкой бомбардировки.[14]
- 14 сентября: Г. К. Жуков приступил к обязанностям командующего Ленинградским фронтом[15]
- 15 сентября: Вильгельм фон Лееб вынужден снять с фронта 4-ю танковую группу для передачи её в состав группы армий «Центр» для участия наступления на Москву.[16]
- 16 сентября: Немецкие войска прорвались на южный берег Финского залива, отрезав от Ленинграда Ораниенбаум.
- 19 сентября: Немецкие войска остановились в 10 км от Ленинграда. Жители города участвуют в боях на передовой.
- 22 сентября: Гитлер заявляет, что «Санкт-Петербург должен быть стёрт с лица Земли»[17].
- 22 сентября: Гитлер объявляет, что «…мы не заинтересованы в сохранении жизни мирного населения.»[17]
- 22 сентября: правительство Англии заявило, что готово вернуться к дружественным отношениям с Финляндией, если последняя прекратит военные действия против СССР и вернётся к границам 1939 года. Финны ответили, что это невозможно, поскольку Финляндия является обороняющейся стороной[5].
- 25 сентября: Высадка и гибель советского Шлиссельбургского десанта на южном берегу Ладожского озера.
- 3 октября: Неудачный советский десант у завода «ПишМаш».
- 5—10 октября: Стрельнинско-Петергофская операция, неудачная попытка советских войск соединить Ленинград с Ораниенбаумским плацдармом.
- 8 ноября: Гитлер подчёркивает в своей речи в Мюнхене: «Ленинград должен умереть голодной смертью»[13].
- 10 ноября: Началось советское контрнаступление, которое к 30 декабря заставило немецкие войска отойти из Тихвина к реке Волхов и предотвратило их соединение с финскими войсками на реке Свирь восточнее Ленинграда[18]
- 21 ноября: в Ленинграде отключено электричество в жилых домах.
- 28 ноября: Англия предъявляет Финляндии ультиматум с требованием прекратить войну с Россией до 5 декабря. Черчилль в дружественном письме советует Маннергейму де факто выйти из войны, используя в качестве повода наступление зимы. Однако финны, в сильной степени зависимые от поставок из Германии, ответили отказом[5].
- декабрь: Черчилль писал в своём дневнике: «Ленинград окружён, но не взят.»[19].
- 6 декабря: Великобритания вслед за Канадой, Австралией, Индией и Новой Зеландией объявила войну Финляндии[20].
- 6 декабря: в Ленинграде вышел из строя водопровод. Прекратилось теплоснабжение жилых домов.

## 1942
- 7 января: Началась Любанская наступательная операция советских войск; она продолжалась 16 недель и закончилась безуспешно: потеряна 2-я ударная армия, а её командующий, генерал-лейтенант А. А. Власов, был взят в плен и перешёл на сторону немцев.
- январь: Для снятия блокады советские войска начали бои за Невский пятачок. Бои на плацдарме продолжалась до мая 1943 с переменным успехом. Обе стороны всё это время несли тяжёлые потери.
- 4-30 апреля: Неудачей закончилась операция люфтваффе «Айсштосс» («Ледяной удар») (нем. Eis Stoß) по уничтожению кораблей Балтийского Флота во льдах на Неве[21].
- 21 апреля: расформирован Волховский фронт. Его войска составили Волховскую группу войск Ленинградского фронта. Командующим этой группы войск и Ленинградским фронтом назначен генерал-лейтенант М. С. Хозин. Командующим Ленинградской группой войск Ленинградского фронта назначен генерал-лейтенант артиллерии Л. А. Говоров.
- июнь-сентябрь: Начались артиллерийские обстрелы Ленинграда новыми 800-килограммовыми снарядами.
- 8 июня: вновь воссоздан Волховский фронт (командующий — генерал армии К. А. Мерецков). Л. А. Говоров назначен командующим Ленинградским фронтом (с этого дня и до конца войны). Хозин понижен в должности и отправлен командующим 33-й армией.
- август: Испанская Голубая дивизия передислоцирована под Ленинград.
- 14 августа — 27 октября : Финская военная флотилия «К» (фин. Laivasto-osasto K) атакует «Дорогу жизни» на Ладожском озере[13][22][23]
- 19 августа: Советские войска предприняли 8-ми недельную Синявскую наступательную операцию, которая не увенчалась успехом, но разрушила немецкий наступательный план «Северное сияние» (нем. Nordlicht).[24]
- 23 сентября: В Ленинград начало поступать электричество с Волховской ГЭС по «кабелю жизни», проложенному по дну Ладоги

## 1943
- январь-декабрь: Возросла интенсивность артиллерийских обстрелов Ленинграда.
- 12-30 января: Операция «Искра» принесла долгожданный результат, открыв коридор между городом и побережьем Ладожского озера.
- 5 февраля — вступила в строй Дорога победы — 33-километровая железнодорожная линия, связавшая Ленинград с «Большой землёй».
- 7 февраля — в блокадный Ленинград прибыл первый поезд с «Большой земли»

## 1944
- 14 января — 1 марта: Для окончательного снятия блокады советскими войсками предпринята стратегическая Ленинградско-Новгородская наступательная операция.
- 27 января: Снята блокада Ленинграда. Немецкие войска отброшены на 60-100 км от города. В Ленинграде в честь этого события был произведен салют — все другие салюты во время войны были только в Москве.
- январь: Вина за разрушение во время войны культурно-исторических мест на южном побережье Финского залива, (за исключением Ораниенбаума), в частности Екатерининского дворца, Петергофа, Гатчины и Стрельны возлагается на немцев. Большое количество ценностей увезено в Германию.